# 구자라트어 위키백과

구자라트어 위키백과는 구자라트어로 운영되는 위키백과 언어판이다. 2003년 12월 9일에 시작되었다. 기호는 gu이다.

## 같이 보기
- 딜리션피디아